# Internationale Fechtmeisterschaften 1931
Die  Fechtweltmeisterschaft 1931 fanden in Wien statt. Es wurden sieben Wettbewerbe ausgetragen, sechs für Herren und einer für Damen.

## Herren

### Florett, Einzel
| Platz | Land | Sportler      |
| ----- | ---- | ------------- |
| 1     | FRA  | René Lemoine  |
| 2     | ITA  | Gustavo Marzi |
| 3     | GBR  | Emrys Lloyd   |

### Florett, Mannschaft
| Platz | Land               | Sportler                                                                                           |
| ----- | ------------------ | -------------------------------------------------------------------------------------------------- |
| 1     | Königreich Italien | Giorgio Chiavacci, Giulio Gaudini, Gioacchino Guaragna, Gustavo Marzi, Ugo Pignotti, Saverio Ragno |
| 2     | Ungarn             | János Hajdú, Ottó Hatz, Gusztáv Kálniczky, György Piller, József Rády, Péter Tóth                  |
| 3     | Österreich         | Ernst Baylon, Richard Brünner, Kurt Ettinger, Karl Hanisch, Hans Lion, Karl Sudrich                |

### Degen, Einzel
| Platz | Land | Sportler        |
| ----- | ---- | --------------- |
| 1     | FRA  | Georges Buchard |
| 2     | FRA  | Bernard Schmetz |
| 3     | FRA  | Paul Rousset    |

### Degen, Mannschaft
| Platz | Land               | Sportler                                                                                                 |
| ----- | ------------------ | --- |
| 1     | Königreich Italien | Carlo Agostoni, Nino Bertolaia, Giancarlo Cornaggia Medici, Renzo Minoli, Saverio Ragno, Franco Riccardi |
| 2     | Frankreich         | Jacques Coutrot, Fernand Jourdant, Louis Prat, Paul Rousset, Bernard Schmetz                             |
| 3     | Schweden           | Curt Dahlgren, Gustaf Dyrssen, Hans Granfelt, Carl Gripenstedt, Nils Erik Hellsten, Sven Thofelt         |

### Säbel, Einzel
| Platz | Land | Sportler          |
| ----- | ---- | ----------------- |
| 1     | HUN  | György Piller     |
| 2     | HUN  | Endre Kabos       |
| 3     | HUN  | Attila Petschauer |

### Säbel, Mannschaft
| Platz | Land               | Sportler                                                                                      |
| ----- | ------------------ | --------------------------------------------------------------------------------------------- |
| 1     | Ungarn             | Aladár Gerevich, Gyula Glykais, Sándor Gombos, Endre Kabos, Attila Petschauer, György Piller  |
| 2     | Königreich Italien | Renato Anselmi, Arturo De Vecchi, Giulio Gaudini, Gustavo Marzi, Ugo Pignotti, Emilio Salafia |
| 3     | Deutsches Reich    | Erwin Casmir, Julius Eisenecker, August Heim, Heinrich Moos                                   |

## Damen

### Florett, Einzel
| Platz | Land | Sportlerin   |
| ----- | ---- | ------------ |
| 1     | GER  | Helene Mayer |
| 2     | HUN  | Erna Bogathy |
| 3     | AUT  | Ellen Preis  |

## Medaillenspiegel
| Platz | Land                   | Gold | Silber | Bronze | Gesamt |
| ----- | ---------------------- | ---- | ------ | ------ | ------ |
| 1     | Ungarn                 | 2    | 3      | 1      | 6      |
| 2     | Frankreich             | 2    | 2      | 1      | 5      |
| 3     | Königreich Italien     | 2    | 2      | –      | 4      |
| 4     | Deutsches Reich        | 1    | –      | 1      | 3      |
| 5     | Österreich             | –    | –      | 2      | 2      |
| 6     | Schweden               | –    | –      | 1      | 1      |
| 6     | Vereinigtes Königreich | –    | –      | 1      | 1      |